# Marek Paczków
Marek Michał Paczków (ur. 8 sierpnia 1967) – polski sumita, z zawodu strażak Państwowej Straży Pożarnej w Krotoszynie. Waga 115 kg.
Ukończył studia i zdobył tytuł magistra na Akademii Wychowania Fizycznego w Poznaniu (filia w Gorzowie Wielkopolskim). Jest pierwszym polskim trenerem sumo posiadającym formalne prawo wykonywania zawodu trenera. Jest trenerem kadry narodowej w sumo i wielokrotny medalista Mistrzostw Świata i Europy w tej dyscyplinie. Jego klubem macierzystym jest Towarzystwo Atletyczne TA Rozum Krotoszyn.
Brat Roberta Paczków, dwukrotnego mistrza Świata w sumo w kategorii +115 kg.
Odznaczony Brązowym Krzyżem Zasługi (2010).